# 91 Egina
91 Egina (mednarodno ime 91 Aegina, starogrško starogrško Αἴγινα: Aígina) je velik in temen asteroid tipa CP (kombinacija C in P po Tholenu) v glavnem asteroidnem pasu. 

## Odkritje
Asteroid je odkril Édouard Stephan (1837 – 1923) 4. novembra 1866.. Asteroid ima ime po Egini iz grške mitologije. 

## Lastnosti
Asteroid Tisba obkroži Sonce v 4,17 letih. Njegova tirnica ima izsrednost 0,105, nagnjena pa je za 2,109° proti ekliptiki. Njegov premer je 151,5 km, okrog svoje osi pa se zavrti v 6,025 urah 
Asteroid je zelo temen, verjetno ima na površini preproste ogljikove spojine.